# József Mindszenty
József Mindszenty (Csehimindsent, Áustria-Hungria, 29 de março de 1892 – Viena, Áustria, 6 de maio de 1975) foi um cardeal húngaro, que se opôs tenazmente aos regimes comunistas, em particular o da Hungria.

## Biografia
Nasceu com o nome de József Pehm, estudou no seminário de Szombathely e foi ordenado sacerdote da Igreja Católica em 12 de junho de 1915 para servir em Szombathely, Hungria, como vigário cooperador. No seu trabalho pastoral demonstrou uma preferência pelos pobres e pelas almas simples, cuidou pessoalmente da catequese e da assistência religiosa dos ciganos.
Foi preso durante a revolução comunista de Bela Kun em 1919; eleito bispo de Veszprém em 3 de março e ordenado em 25 de março de 1944. Caiu prisioneiro do regime nazista em 1944 - 1945 de quem se mostrou adversário e depois de ter ajudado inúmeros judeus a fugir. Foi nomeado Arcebispo metropolitano de Esztergom em 2 de outubro de 1945, cargo em que permaneceu até 18 de dezembro de 1973. Foi criado cardeal em 18 de fevereiro de 1946 pelo papa Pio XII com o título de cardeal-presbítero de "Santo Stefano de Monte Celio".

## Prisão e refúgio
Preso pelo regime comunista em 1949 e libertado por ocasião da Revolução Húngara de 1956, obteve asilo na embaixada dos Estados Unidos até 1971. Por ocasião da sua prisão por parte das autoridades húngaras (2 de janeiro de 1949) o Papa Pio XII escreveu a Carta "Acerrimo Moerore", de protesto, dirigida aos Arcebispos e Bispos da Hungria. Foi impedido pelo regime de participar dos conclaves de 1958 e 1963 que procederam à eleição dos papas João XXIII e Paulo VI, respectivamente. Faleceu no exílio, em Viena em 6 de maio de 1975.

## Exílio
Antes de deixar a Embaixada dos Estados Unidos e o seu país – em 28 de setembro de 1971 – por insistência do Papa Paulo VI, disse aos que foram despedir-se: 
"Logo virá o dia em que o tempo presente será cancelado, por ter sido arrasado pela sua própria insipiência. A pretensão de construir um mundo sem Deus será sempre ilusória; e isso levará somente ao reforço a união da Igreja com o povo e com todos os que sofrem. Só os que tem medo da verdade temem a Cristo".
Por ocasião de sua saída da Hungria em obediência ao Papa escreveu a Paulo VI: "Após ter examinado em consciência os deveres inerentes à minha dignidade de bispo e de cardeal, decidi, como prova do meu amor ilimitado à Igreja, deixar a sede da Representação diplomática dos Estados Unidos. Desejo terminar a minha vida na Hungria, entre o povo que tanto amo, sem que me preocupem as circunstâncias externas que me esperam. Mas se isto se deve revelar impossível devido às paixões que suscitam a minha pessoa ou devido a considerações superiores por parte da Igreja, aceitaria o que constituiria talvez a cruz mais pesada de toda a minha vida. Estou pronto para dizer adeus à minha cara pátria, para prosseguir no exílio uma vida de oração e de penitência. Deposito humildemente o meu sacrifício aos pés de Vossa Santidade, persuadido de que o sacrifício mais grave pedido a uma pessoa torna-se pequeno quando se trata do serviço de Deus e do bem da Igreja."
De Paulo VI mereceu o seguinte elogio aquando da Audiência geral de 7 de maio de 1975:

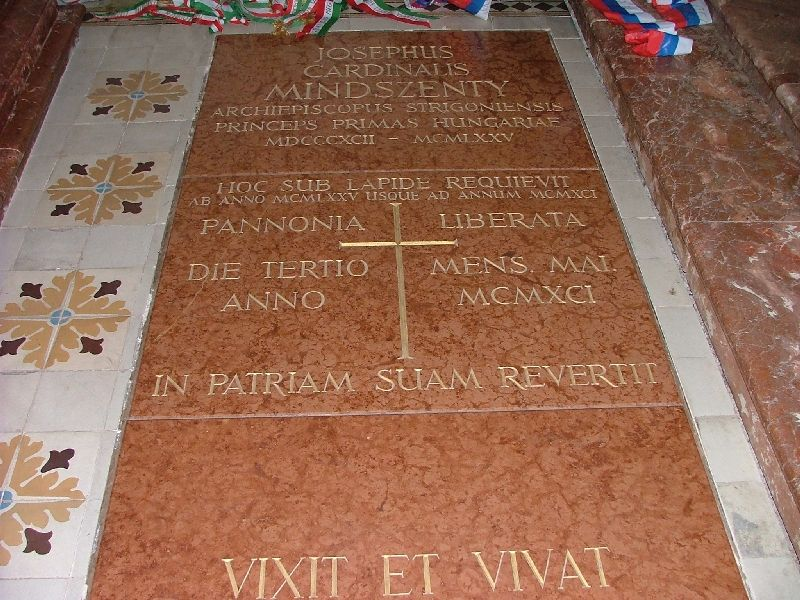
Antigo túmulo do cardeal Mindszenty em Mariazell, Áustria

"singular figura de padre e pastor o cardeal Mindszenty! Ardente na fé, confiante nos sentimentos, inquebrantável no que lhe parecia dever e direito. A Providência colocou-o no número de atores de um dos períodos mais difíceis e mais complexos da existência milenária da Igreja do seu nobre país. Foi e continuará certamente a ser, sinal de contradição, como foi objeto de veneração e de ataques violentos, de um tratamento que mergulhou numa emoção dolorosa a opinião pública e em especial o mundo católico e que não poupou nem a sua santa pessoa, nem a sua liberdade" 
João Paulo II quando esteve na Hungria foi orar diante dos seus restos mortais e por ocasião da apresentação das credenciais do embaixador da Hungria junto à Santa Sé, em 24 de outubro de 2002 referiu-se ao cardeal de "venerada memória" como modelo a ser seguido pelos católicos húngaros, verdadeira testemunha da fé durante a perseguição do regime comunista.

## Ver também

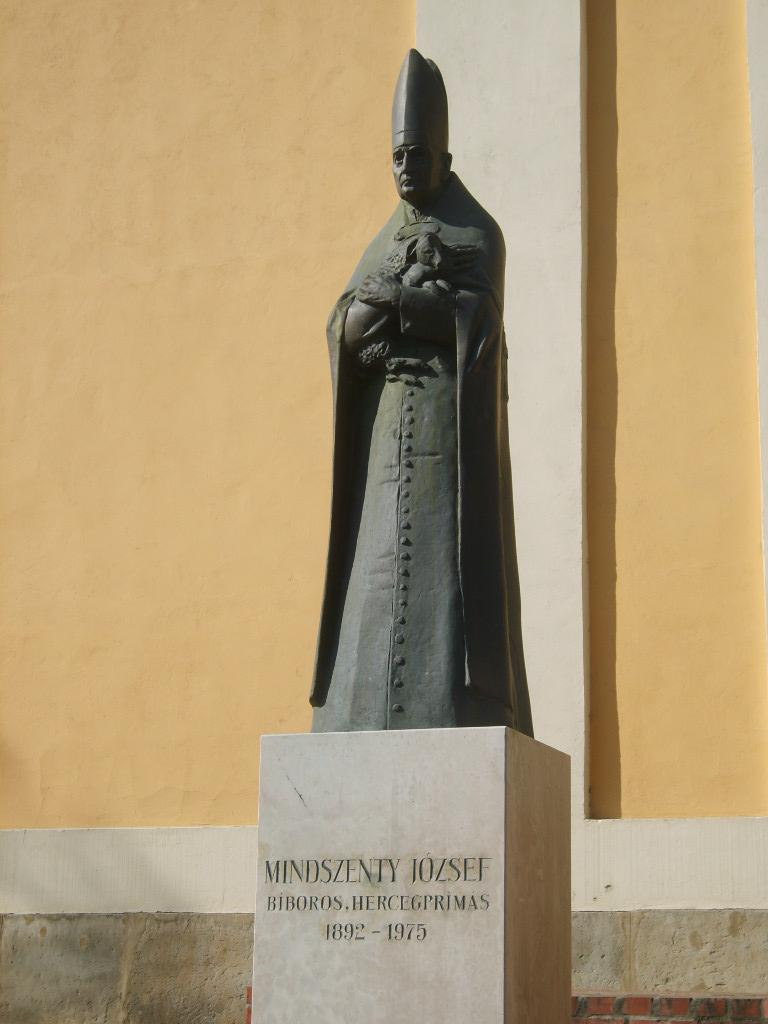
Monumento ao cardeal Mindszenty

## Beatificação
Em 1991 seu corpo é exumado e encontrado incorrupto, após 16 anos de sua morte. Em 1996 a documentação para o processo de sua beatificação foi apresentada à Congregação para a Causa dos Santos pelo postulador da causa Fr. Janos Szoke.

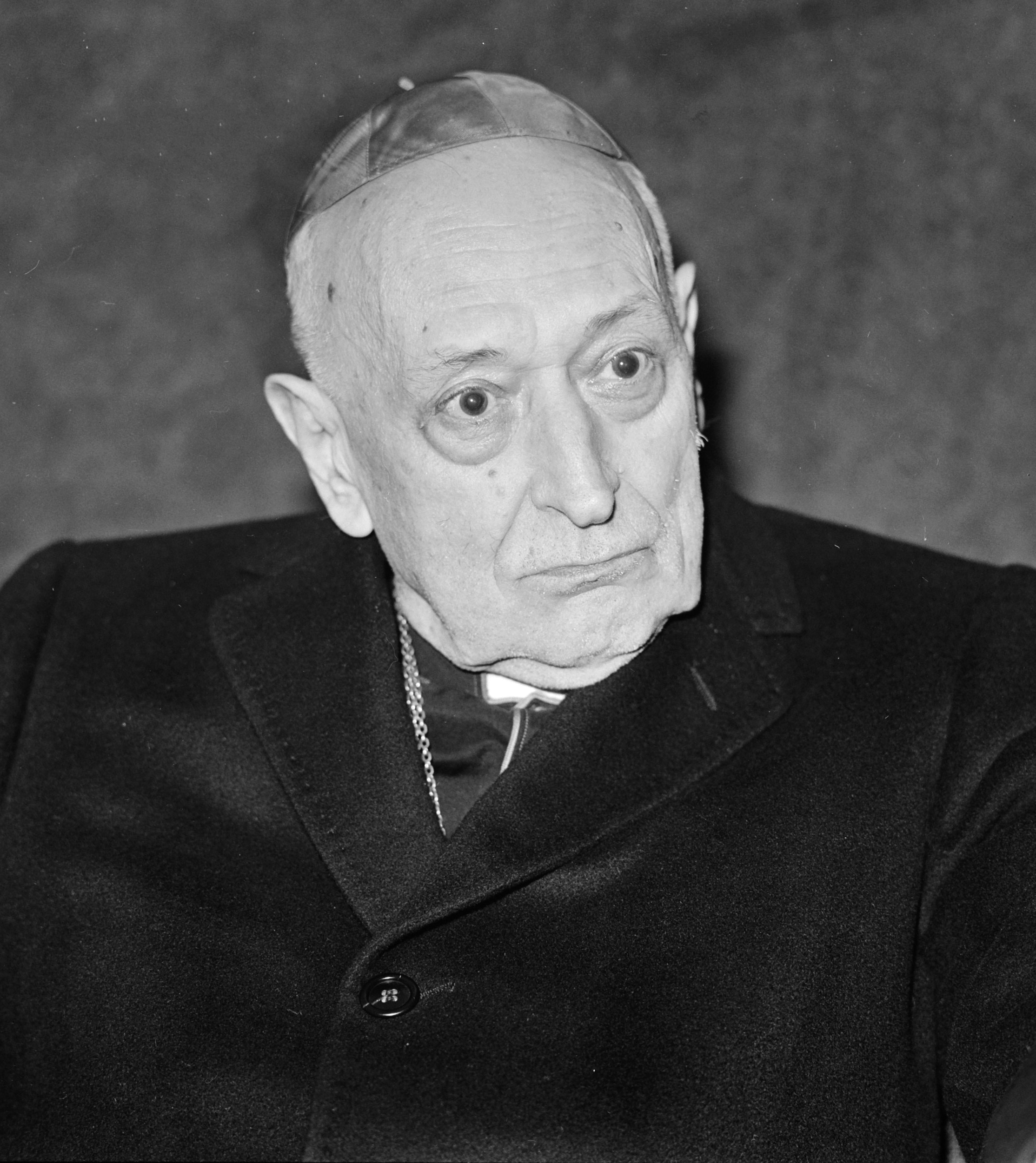
Cardeal József Mindszenty 1974)